# 通科科火山
通科科火山,又譯淡可可火山,是印度尼西亞的火山，位於蘇拉威西島北部，行政方面由北蘇拉威西省負責管轄，海拔高度1,149米，山頂有一個長型的火山口，東麓有一個平坦的火山錐，最近一次爆發在1880年。